# 希普斯岩
希普斯岩（英語：Heaps Rock）是南極洲的岩石，位於瑪麗伯德地，處於赫特峰西北面4公里的伯西山，美國地質調查局根據測量和美國海軍拍攝的空中照片繪入地圖，現時由南極條約體系管理。